# BMW řady 5 (E34)
BMW E34 je osobní automobil luxusní třídy. Je třetí generací BMW Řady 5, která se prodávala v letech od 1988 do 1996. Výroba započala pouze s karosářskou variantou sedan a až v roce 1990 byla rozšířena o provedení kombi s názvem Touring. E34 byla nahrazena další generací E39 v roce 1995 kdy byla ukončena výroba karosářského provedení sedan. Provedení Touring se vyrábělo až do roku 1996.
E34 byla první generací řady, která přišla s kombi variantou karoserie. Provedení 525iX pak bylo prvním 5er BMW s pohonem všech kol. Další novinky které E34 přinesla pro řadu 5 byly například motory V8, systém stabilizace (ASC), kontrolu trakce (ASC+T), 6stupňové převodovky a tuhostně nastavitelný podvozek (EDC).
V průběhu výroby bylo použito široké spektrum různých řad motorů z produkce BMW. V E34 se vyskytovaly různé generace od 4 až po 8 válcových motorů.
Sportovní varianta E34 M5 byla poháněna řadovým šestiválcem S38 a byla k dostání v obou karosářských provedeních sedan/touring.

## Vývoj a produkce
Vývoj probíhal od července 1981 do konce roku 1987. Původní design načrtl Ercole Spada v roce 1982. Pod dohledem šéf-designéra Claus Lutheho byla E34 navržena na základech modelu sedmé řady: E32. Po odchodu Ercole Spady v roce 1983 designér J. Mays dokončil návrh produkční verze v polovině roku 1985. Velké nároky byly kladeny na aerodynamiku, díky čemuž E34 dosahovala koeficientu odporu 0.30. Výroba začala únoru 1988 a bylo vyrobeno 1 333 412 kusů.

## Modely

### 518i
Základní model dostupný pouze v Evropě. Původně použity motory 4válcovými M40 (rozvod řemenem), které byly posléze nahrazeny novějšími 4 válcovými motory M43 (rozvod řetězem) v roce 1994. K dostání v obou karosářských provedení ale pouze s 5stupňovou manuální převodovkou.

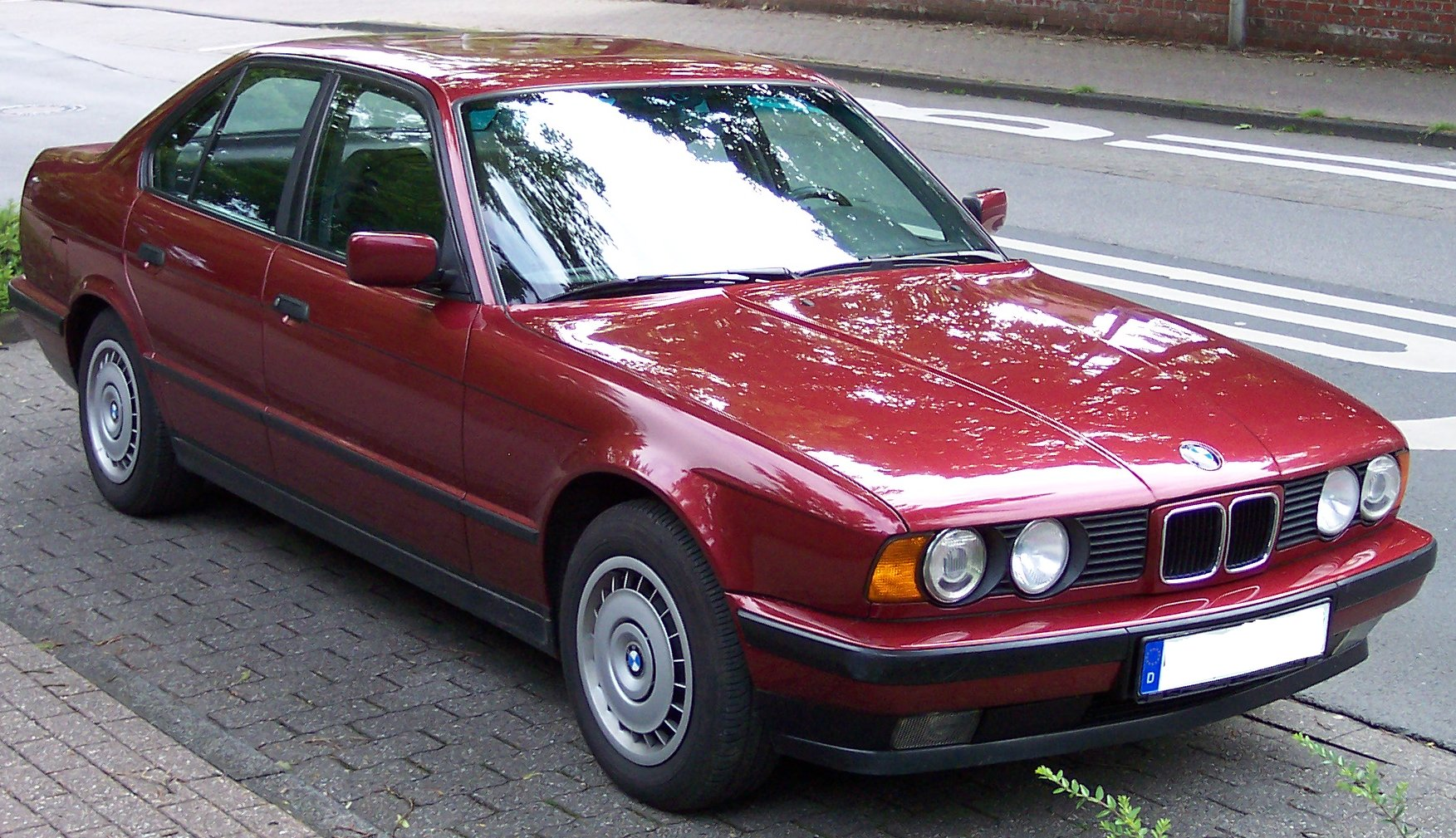
BMW E34 518i

### 518g
Speciální verze modelu 518i Touring, která byla k dispozici pouze v Německu. Vozidlo bylo možné provozovat buďto na zemní plyn nebo na benzín. V režimu provozu na zemní plyn dosahoval motor výkonu pouze 73 kW (98 k) oproti provozu na benzín, při kterém dosahoval výkonu 84 kW (113 k). Vyrobeno bylo pouze 298 kusů v roce 1995.

### 518iev
Speciální verze modelu 518i upravená na hybridní pohon, doplněná o baterie a elektromotor. Předchůdce dnešních EV Hybridů, vyrobený minimálně v jednom funkčním prototypu. Bohužel, k dnešnímu dni existuje pouze velmi omezené množství informací online o tomto vozidle. 

### 520i
Nejnižší provedení s 6 válcovým motorem, zároveň také nejzákladnější model dostupný v mnoha zemích, kde se neprodávaly modely 518i. Výroba započala na konci roku 1987. Jako motor byl použit OHC z rodiny M20. V roce 1990 byl pak tento nahrazen novějším DOHC motorem z rodiny M50. V září 1992 pak byly tyto motory doplněny o variabilní časování ventilů (u BMW zvané VANOS) s označením M50TU (TU = Technical Update). M50 verze 520i byla nejpopulárnější prodávanou variantou E34 v Evropě a druhá nejoblíbenější světově. Celkem bylo vyrobeno 436 108 kusů.

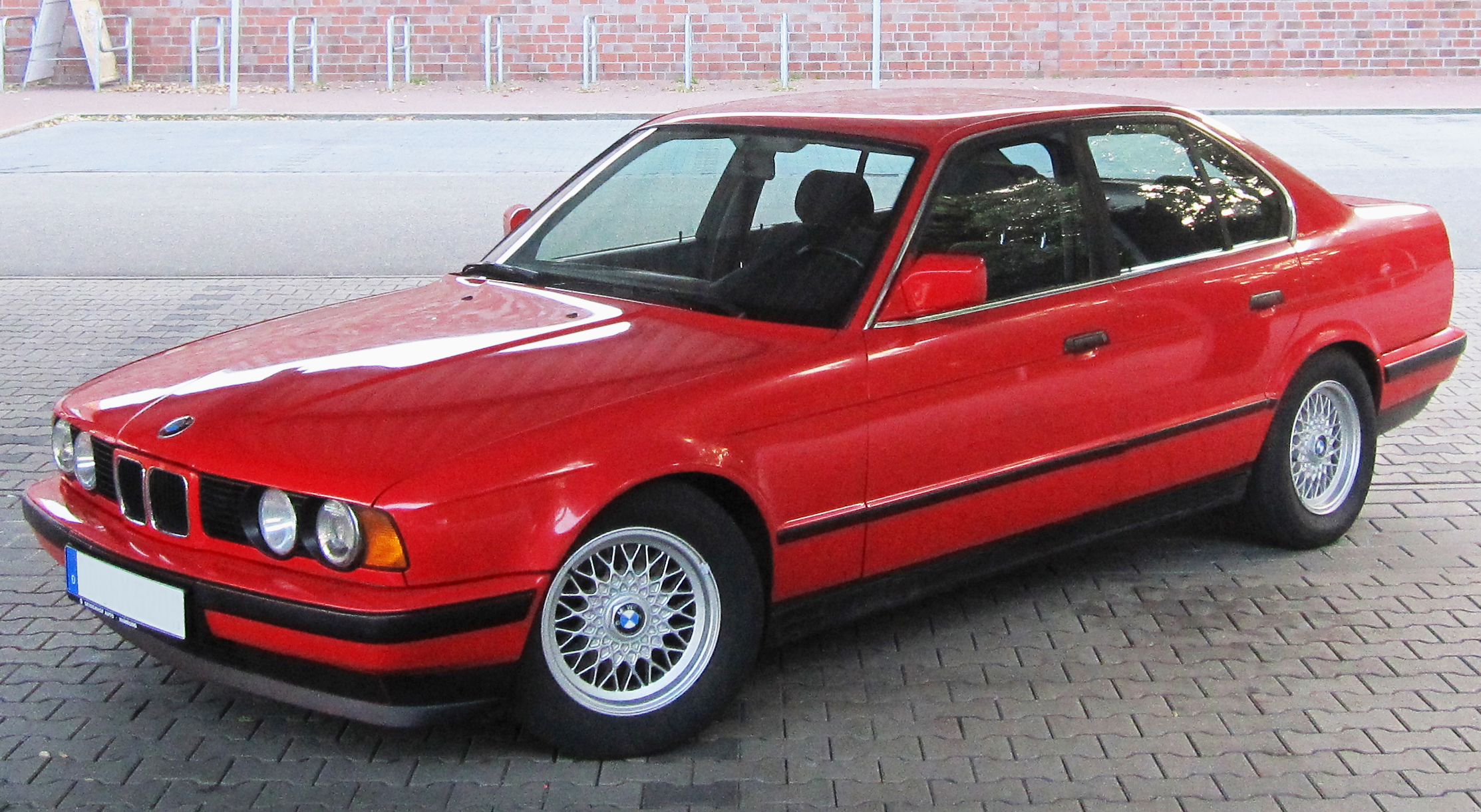
BMW E34 520i
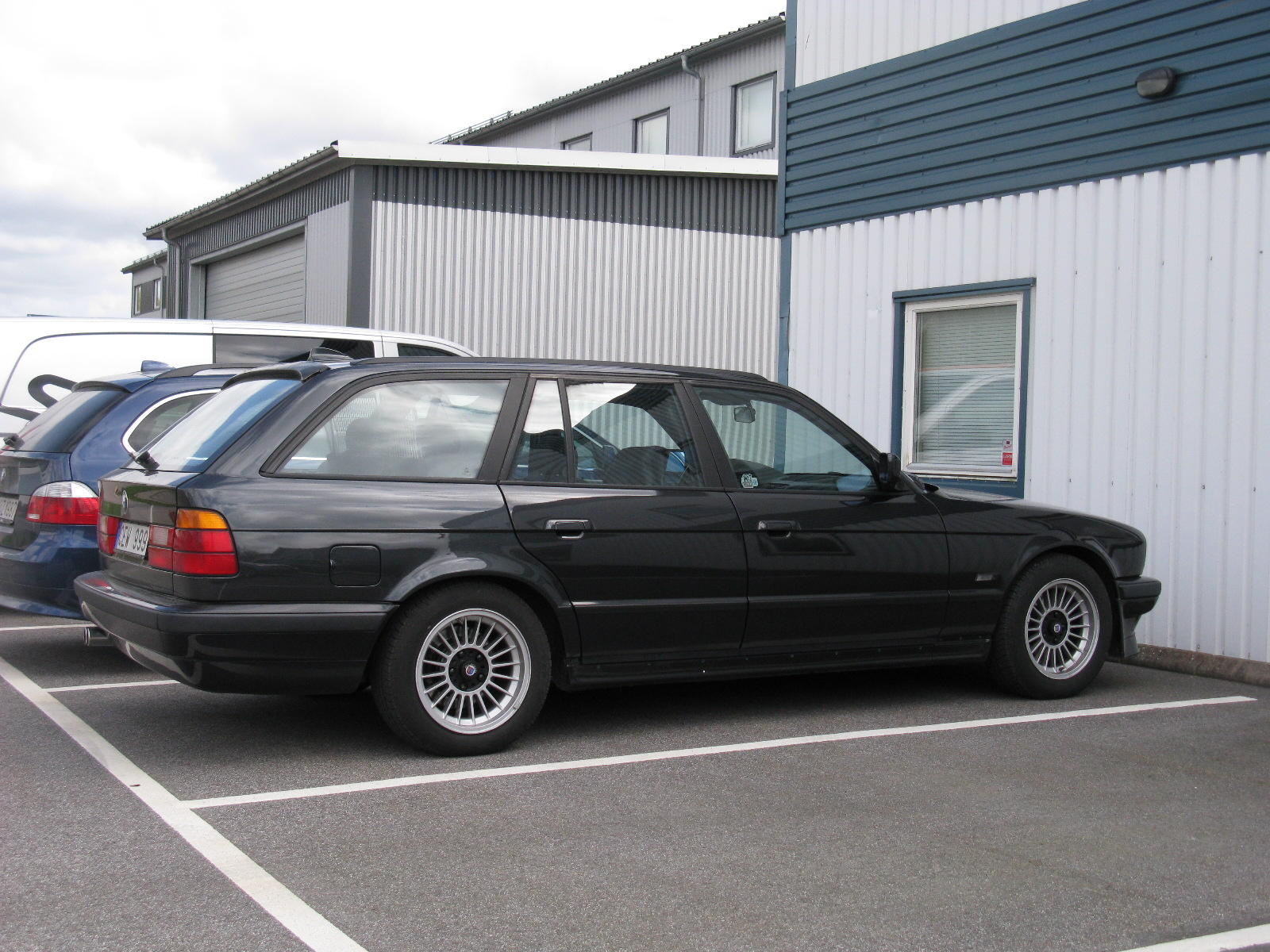
BMW E34 520i Touring

### 525i
Model s 6válcovým motorem, který byl stejně jako u 520i z počátku OHC z rodiny M20 a později DOHC M50 a M50TU (s variabilním časováním ventilů - VANOS). 525i byla nejprodávanější verze celosvětově, celkem 566 573 vyrobených kusů.

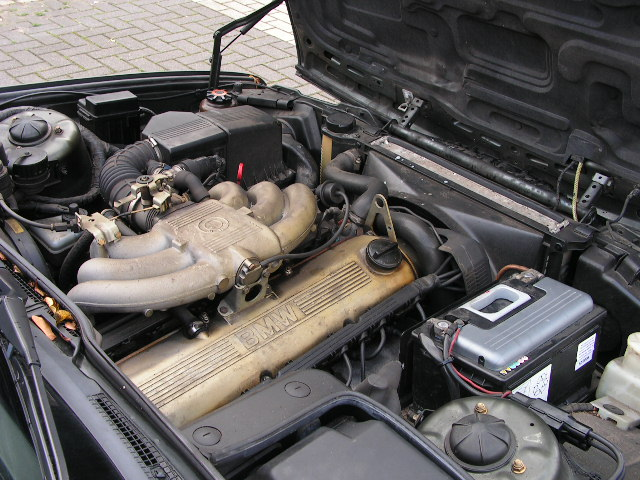
BMW E34 525i (M20 motor)
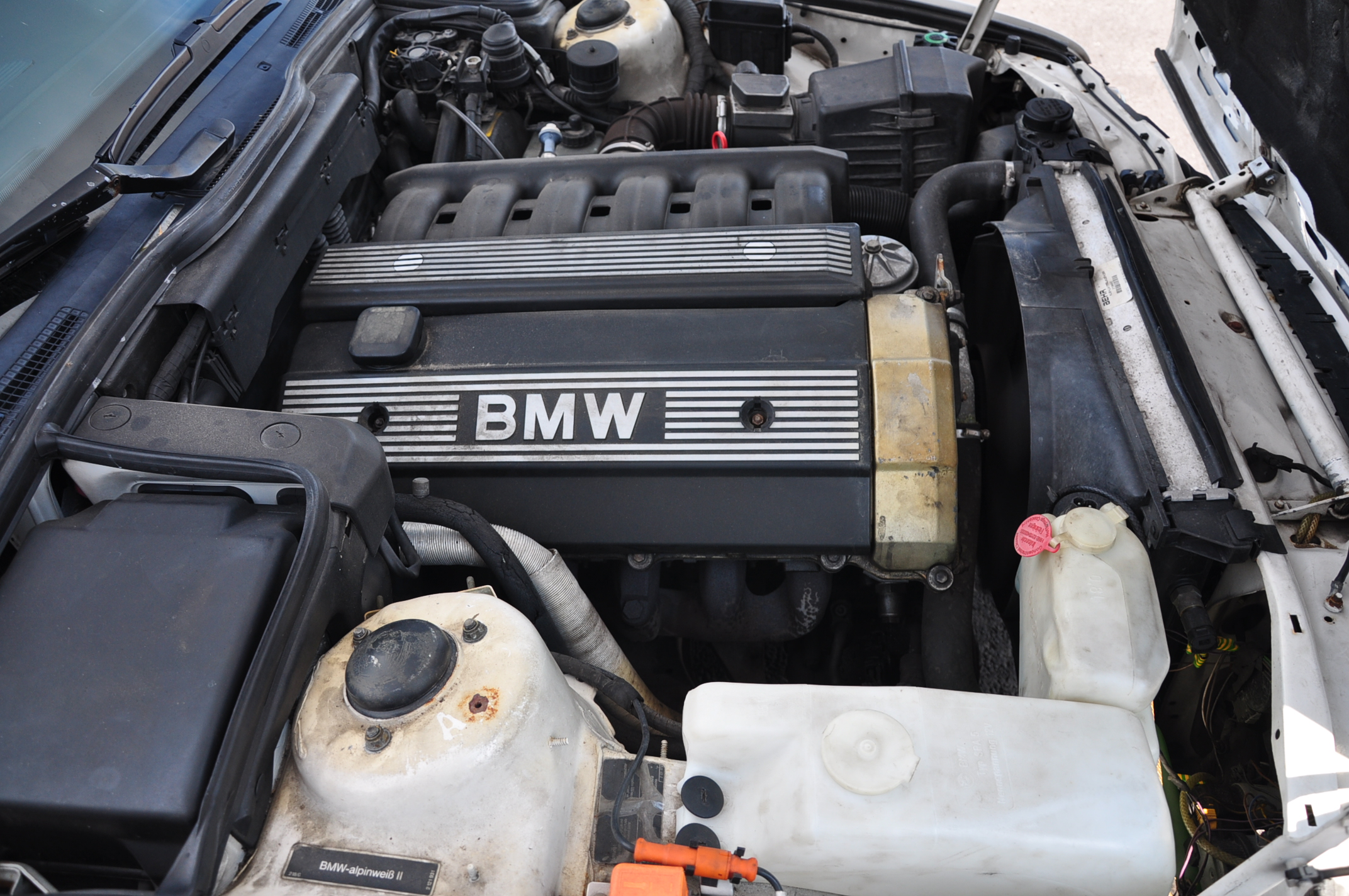
BMW E34 525i (M50 motor)

### 525iX
525iX byl prvním a jediným modelem řady 5 který disponoval pohonem všech kol. K dispozici pouze s motory M50 v provedení sedan i touring. Centrální diferenciál rozděloval pohon ve výchozím stavu na 36 % pro přední nápravu a 64 % na zadní nápravu ale dokázal tento poměr změnit v případě prokluzu. Pouze 9 366 kusů bylo vyrobeno.

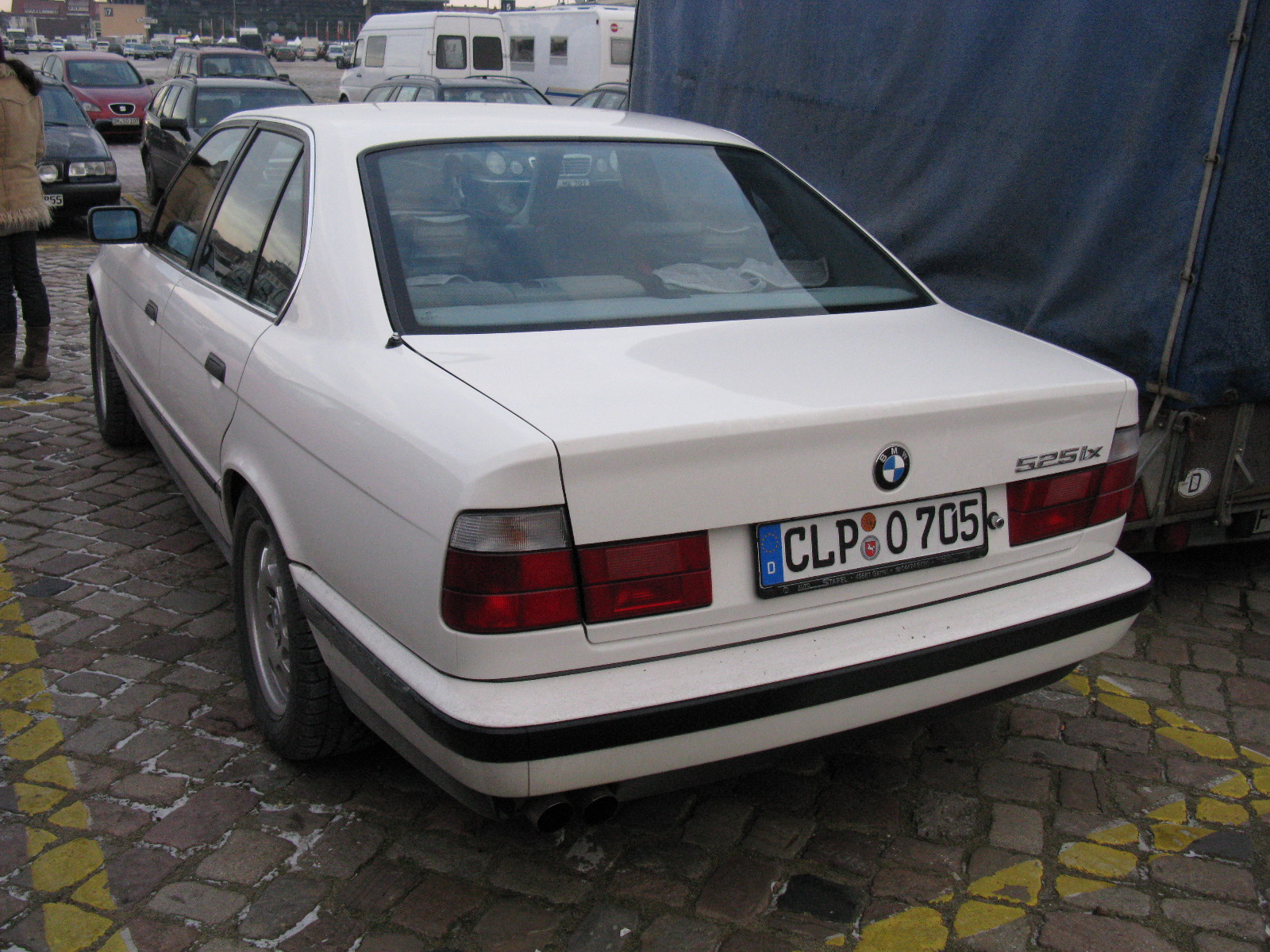
BMW E34 525iX

### 530i
Od roku 1988 do roku 1990 se vyráběl model 530i s 6 válcovým motorem M30, který nebyl k dostání v Severní Americe. Od roku 1992 do 1995 byl tento motor nahrazen novým V8 motorem M60, který také sloužil jako náhrada za ukončení výroby modelu 535i. Varianta s V8 motorem měla širší masku než 4 a 6 válcové modely.

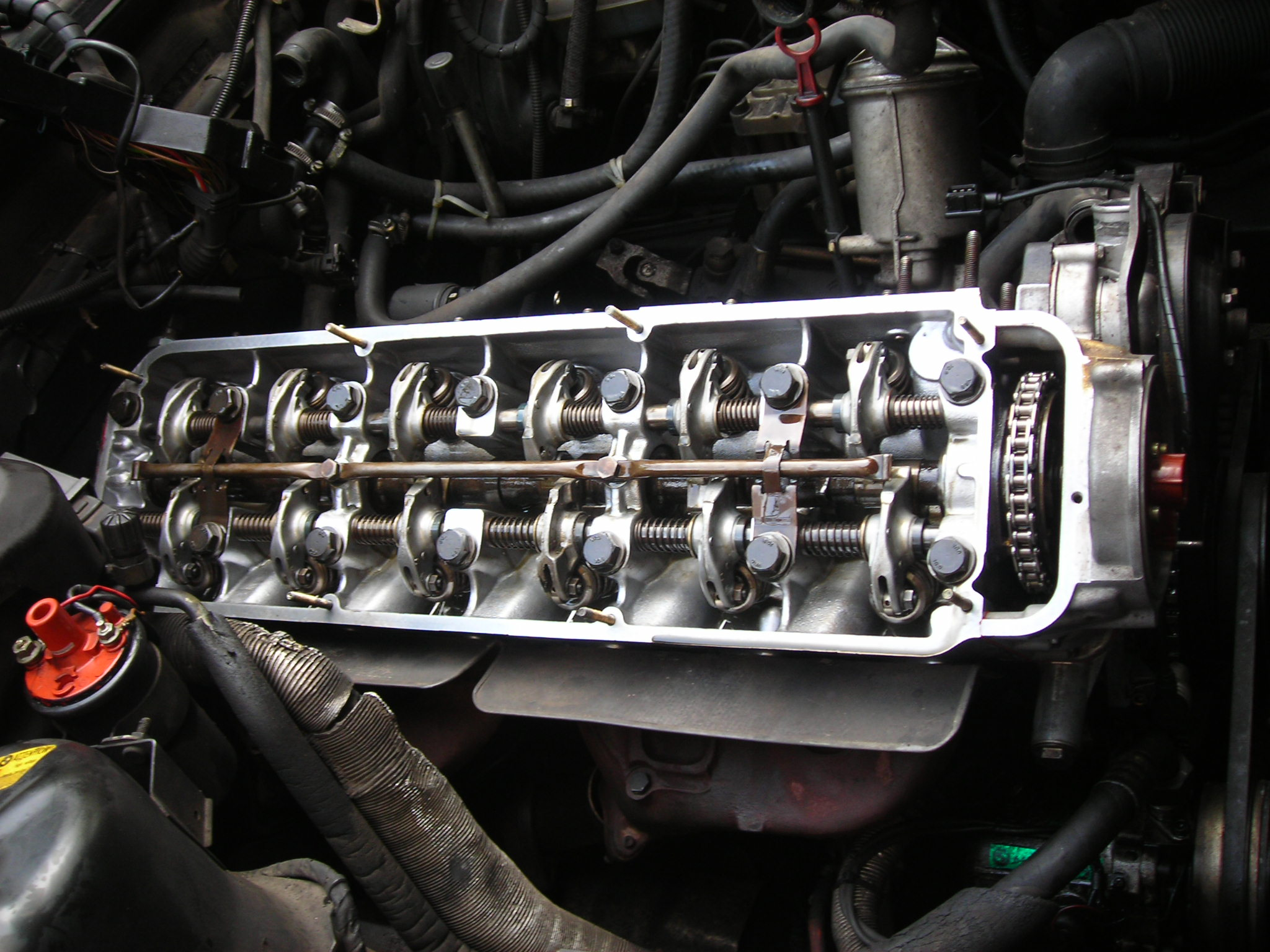
BMW M30 motor

### 535i
V době jeho produkce v letech od 1987 do 1992 byl model 535i vrcholovým pro E34. Celkem bylo vyrobeno 126 895 kusů. Později byl tento model nahrazen 8 válcovými modely 530i a 540i.

I přesto, že by z názvu 535i a i z označení velkým nápisem na motoru "3.5" mohlo vyplývat, že se jedná o motor o objemu 3.5 L jde ve skutečnosti o motor o objemu 3.4 L (3430 cm3).

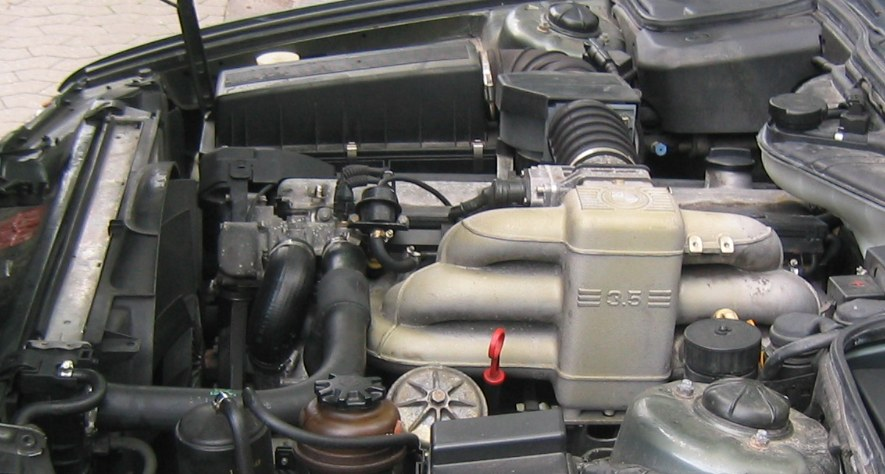
BMW M30B35 motor

### 535i Sport & 525i Sport (Spojené království)
V roce 1989 byl pro trh v UK představen model 535i Sport, který byl v roce 1993 nahrazen modelem 525i Sport. Tyto modely byly doplněny M-technic bodykitem, zadním křídlem, M-technic volantem, samosvorným diferenciálem, M-technic podvozkem a nadstandardním stereo ozvučením.

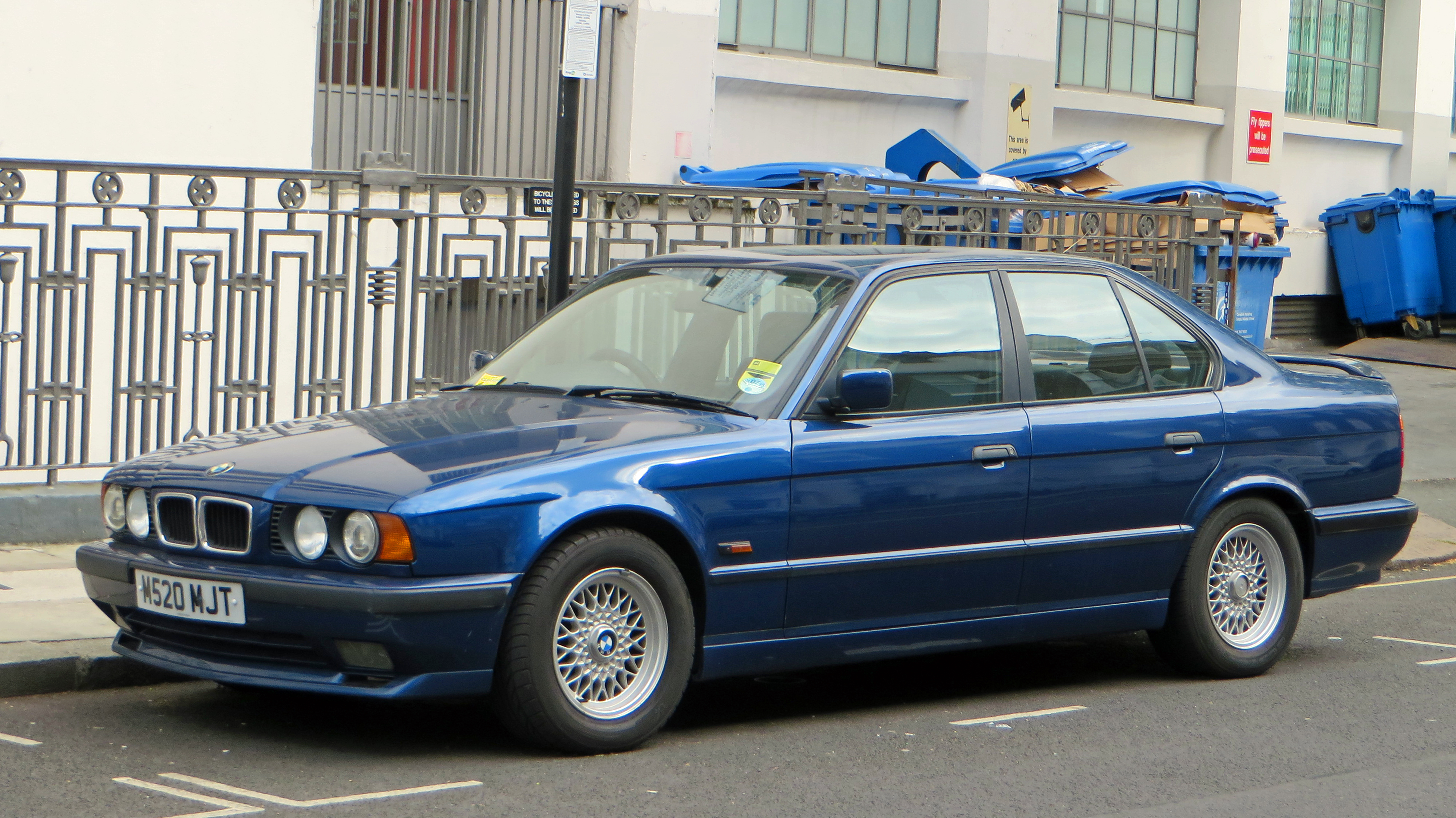
BMW E34 525i Sport
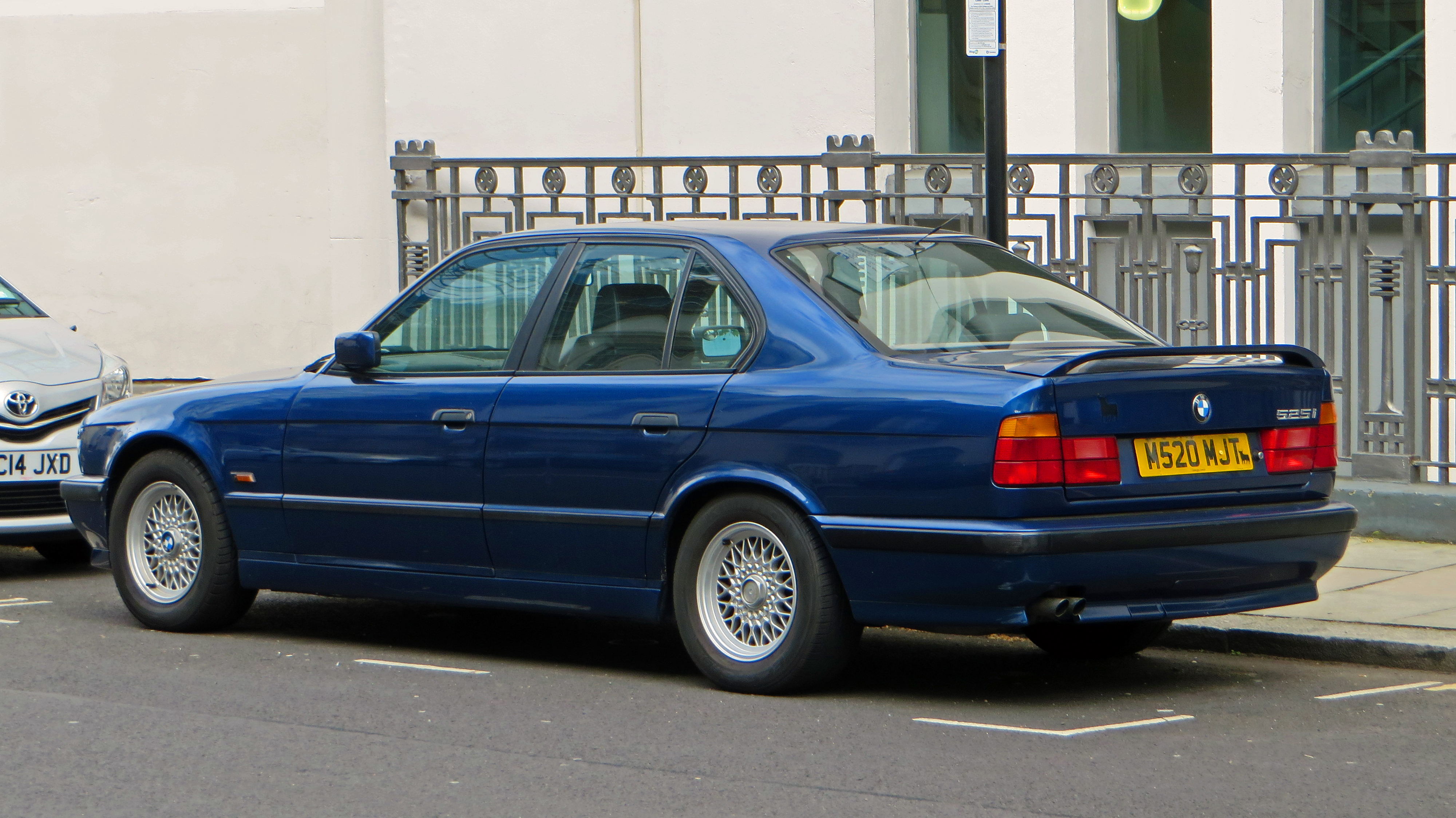
BMW E34 525i Sport

### 540i
V roce 1993 přibyl do nabídky prodávaných modelů také 540i s motory V8 M60. Ve spojených státech pouze v provedení sedan. K dispozici byly 6stupňové převodovky (od roku 1995 v Severní Americe, od 1993 do 1996 v Evropě) nebo 5stupňové automatické převodovky. Pouze 3 203 z celkového počtu vyrobených kusů 540i však mělo zmíněnou manuální převodovku, naprostá většina byla vyrobena s automatickou. Stejně jako 530i V8 i 540i měla širokou masku proti 4 a 6válcovým modelům do roku 1994.

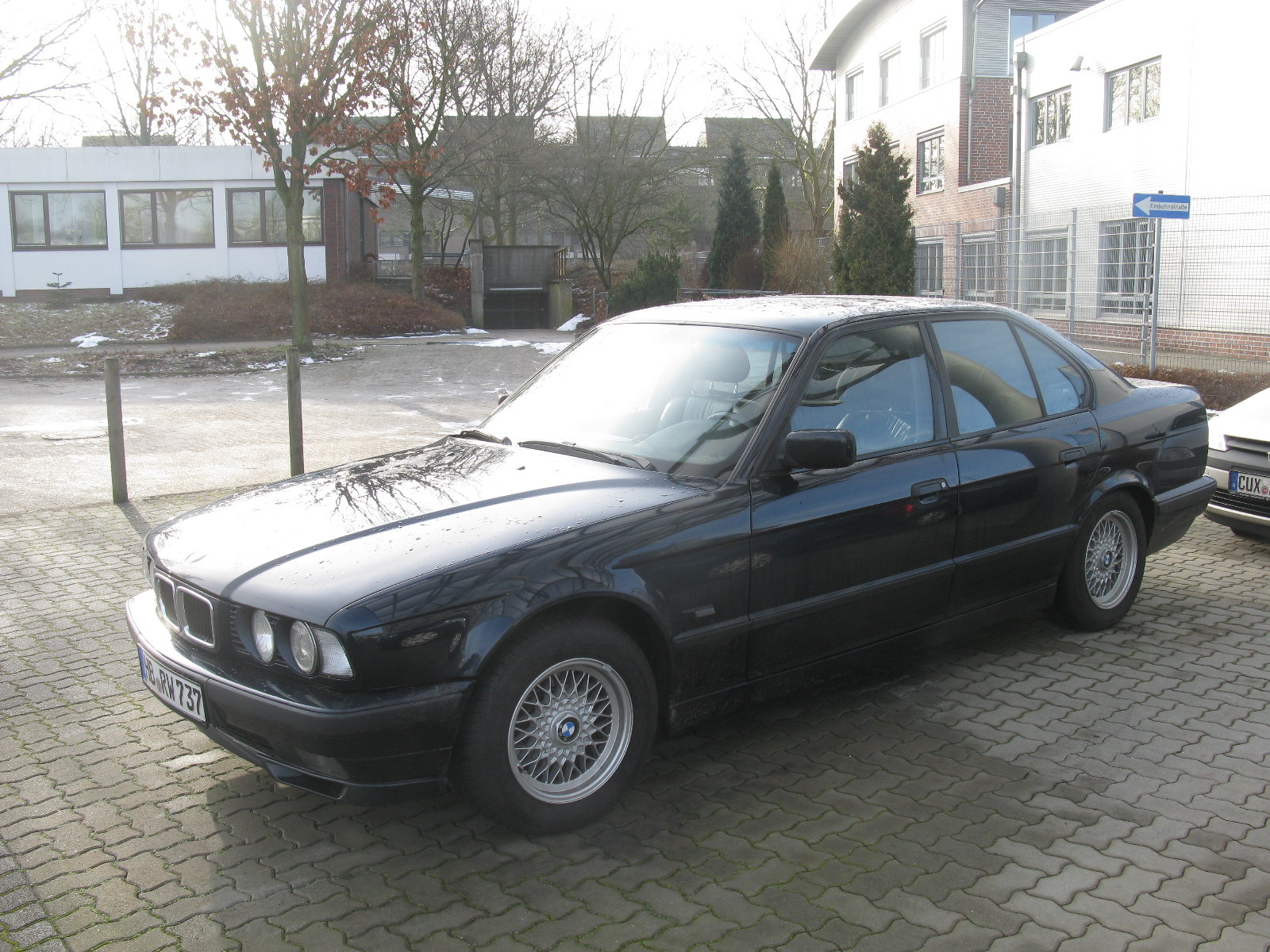
BMW E34 540i

### 540i M-Sport / M540i / 540i Manual Limited Edition
Sportovní provedení M5 bylo k dispozici mimo Evropu pouze do roku 1993. Právě proto vznikl v roce 1995 model 540i M-Sport pro trh v Severní Americe. Oproti obyčejné 540i tato byla vybavena podvozkem M-technic a řadou dalších doplňků. Celkem bylo vyrobeno 205 kusů a z toho 139 z nich mělo manuální převodovku.
Model M540i byl prodáván pouze v Kanadě. Vycházel ze severoamerické 540i M-Sport a navíc dostal vylepšené silnější brzdy, 18palcová kola M-parallel a několik verzí interiéru. Bylo vyrobeno pouze 32 kusů, všechny s manuální převodovkou.

540i LE (Limited Edition) byla verze výhradně pro Austrálii, s pravostranným řízením. Model obsahoval kompletní interier M5, kola "throwing star" M-System II, regulovatelný podvozek EDC s automatickým vyrovnáváním zádi dle naložení, elektronickým posilovačem řízení Servotronic a vzduchovým odpružením vpředu. Vyrobeno bylo 70 kusů, všechny s manuální převodovkou. Každé z nich bylo individuálně očíslováno na kovovou plaketu nacházející se na středové konzoli pod ruční brzdou.

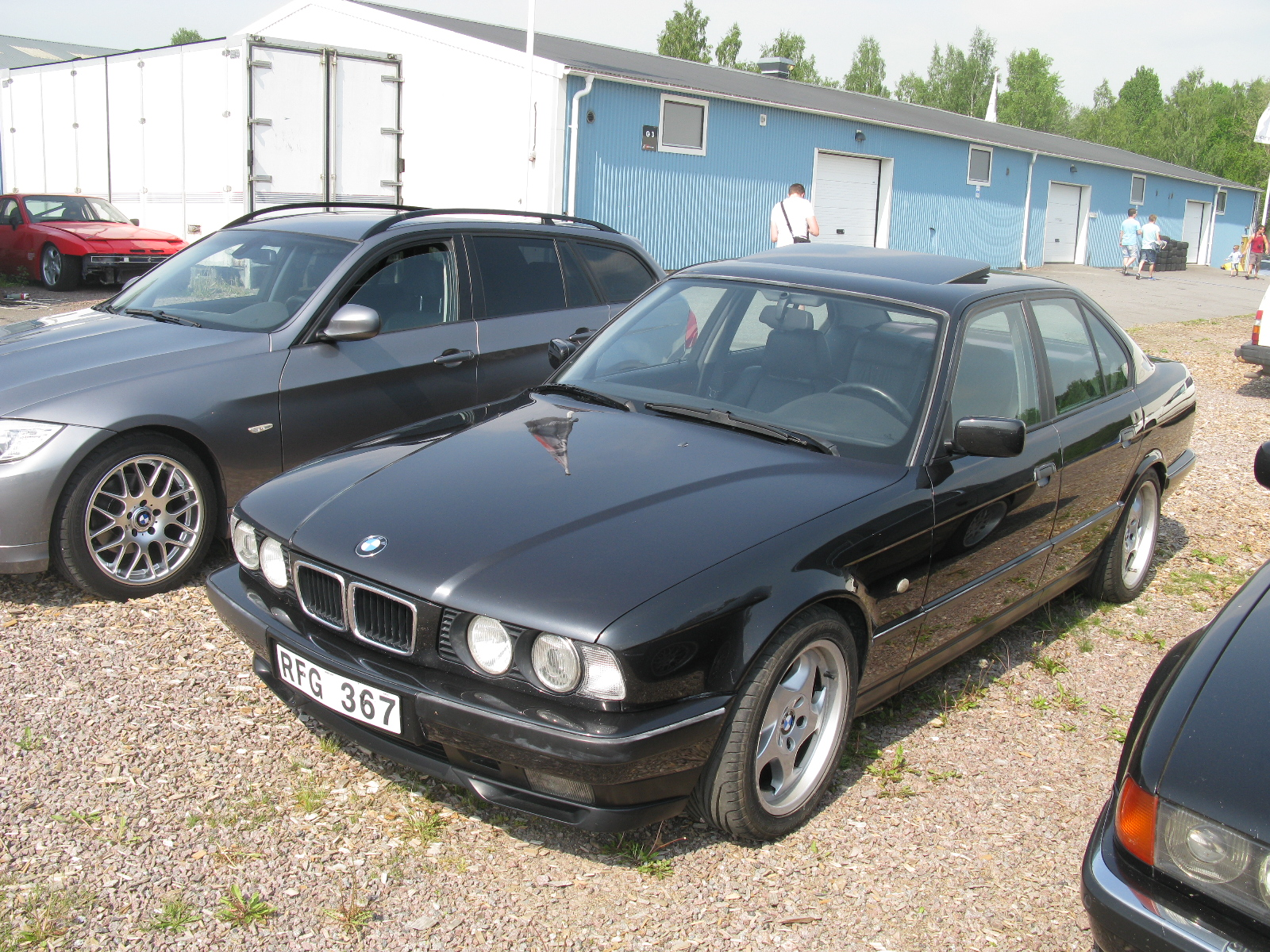
BMW E34 540i M-Sport

### 524td
Dieselový model používající motor z rodiny M21, převzatý z předchozí generace E28. K dispozici pouze od roku 1988 do 1991, kdy byly nahrazen modely 525td a 525tds.

### 525td / 525tds
Od roku 1991, kdy nahradil model 524td, byl k dispozici model 525tds. Podobně jako motor M21 v 524td vycházel z benzínového M20, vycházel i blok motoru M51 z benzínového M50. Model TDS písmenem S na konci naznačoval "Sport". Jednalo se o 6válcové dieselové motory s rozvodem řetězem, elektronicky řízeným vstřikovacím čerpadlem (oproti motorům M21, které byly mechanické), řídící jednotkou a nepřímým vstřikováním do před-komůrky, turbodmychadlem a chladičem stlačeného vzduchu. Oproti 524td bylo také přidáno slabé elektronické podávací čerpadlo do nádrže, které mělo za úkol pomoci při dodávání paliva z nádrže k vstřikovacímu čerpadlu v případě studeného motoru. V průběhu let se toto řešení ukázalo jako častým zdrojem problémů při nižším množství paliva v nádrži a nefunkčním pomocným čerpadlem.
Model 525td představený o dva roky později byl pouze levnější variantou 525tds. Výkon motoru byl nižší o 20 kW (26 k) a kroutící moment o 38 Nm díky absenci intercooleru, jinému regulátoru tlaku paliva v čerpadle, slabším turbodmychadlem a úpravou dat řídící jednotky. Na místo mezichladiče se přesunul větší chladič oleje, který model 525tds měl umístěný přímo za ledvinkami masky (což je hlavní rozdíl pozorovatelný zvenčí, pokud není vůz označený názvem modelu).

Motory TD/TDS si brzy získaly reputaci jako nespolehlivé, vlivem fenoménu "praskajících hlav" motoru. Ty ovšem nejsou samovolné a jednalo se pouze o důsledek špatného zacházení ze strany provozovatelů (nedostatečně prohřátí motoru během jízdy a nedodržování servisních intervalů při kterých bylo nutné čas od času provést čištění zanášejícího se chladicího systému). Příčina praskání je právě v přehřátí motoru nebo prudkou změnou teplot. V porovnání s konkurenčními motory, například 5válcem Audi 2.5 TDI nebo dieselovými šestiválci Mercedes-Benz, které naopak dokážou snášet podobné zacházení bez problémů, tak motorům TD/TDS zůstalo nelichotivé jméno. A to i napříč faktu, že později během produkce modelu E36, kam se také montovaly, a v nástupci páté řady - E39, došlo ke změně výrobních materiálů použitých pro hlavu motoru a tím pádem k výraznému snížení náchylnosti k výše popisovanému defektu. I po letech ukončení produkce je však možné najít ojeté modely s motory td/tds s velmi vysokým nájezdem kilometrů, běžně např. přes 300 000 km, svědčící naopak o jejich spolehlivosti.

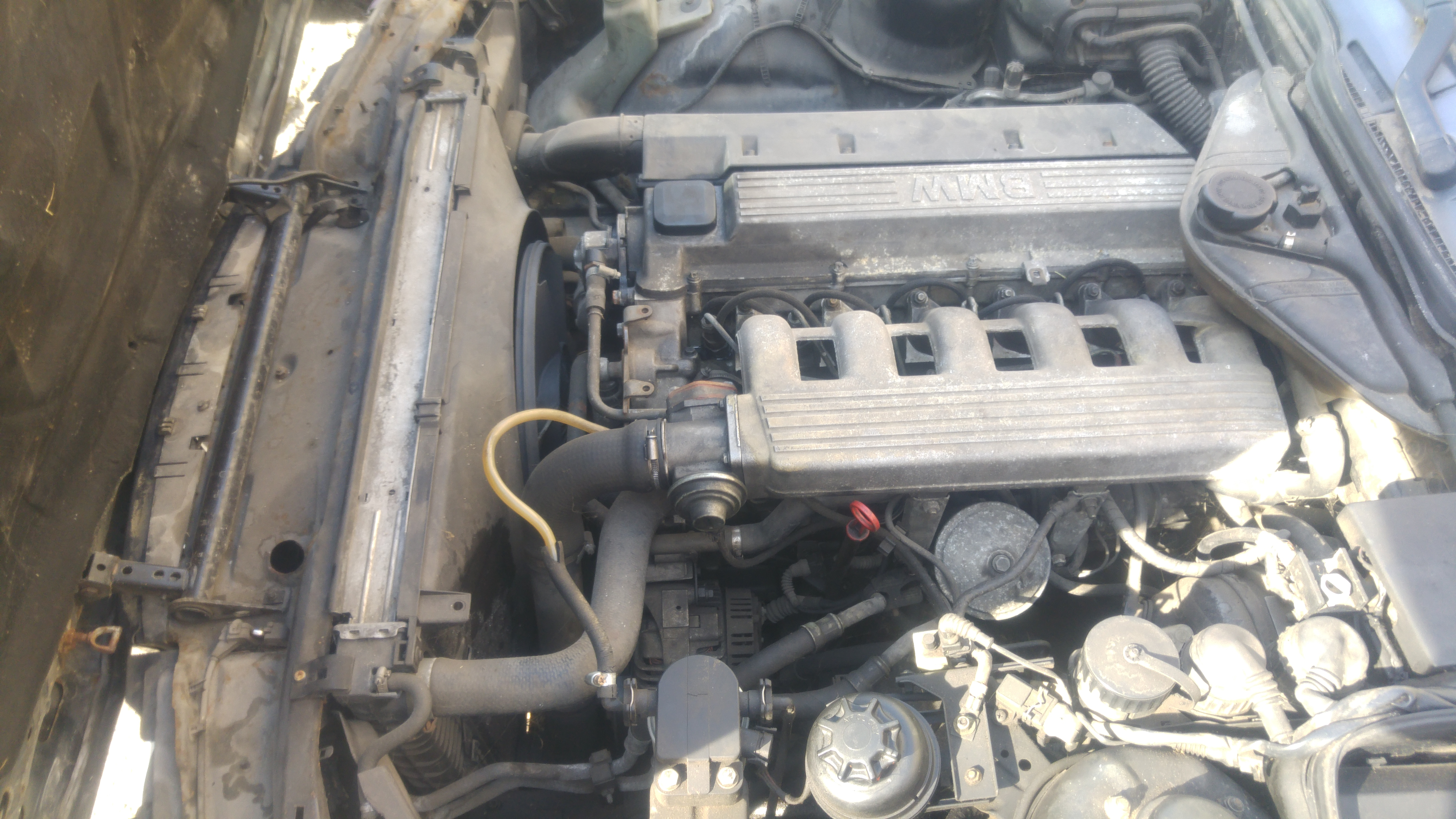
BMW E34 525tds motor

## Sportovní verze - M5
Sportovní provedení M5 bylo představeno v září 1988 a vyráběno až do roku 1995. Byly použity 6válcové motory S38, nejdříve o objemu 3.6 L o výkonu 232 kW (311 k), později vylepšené na 3.8 L o výkonu 250 kW (335 hp). Pozdější verze motoru byla představena v roce 1991 na Frankfurtské Motor Show spolu s provedením M5 Touring.

V posledním roce produkce (1995) byly k dispozici M5 s 6stupňovou převodovkou převzatou z modelů 540i, ta následně přetrvala v M5 i v generaci E39.

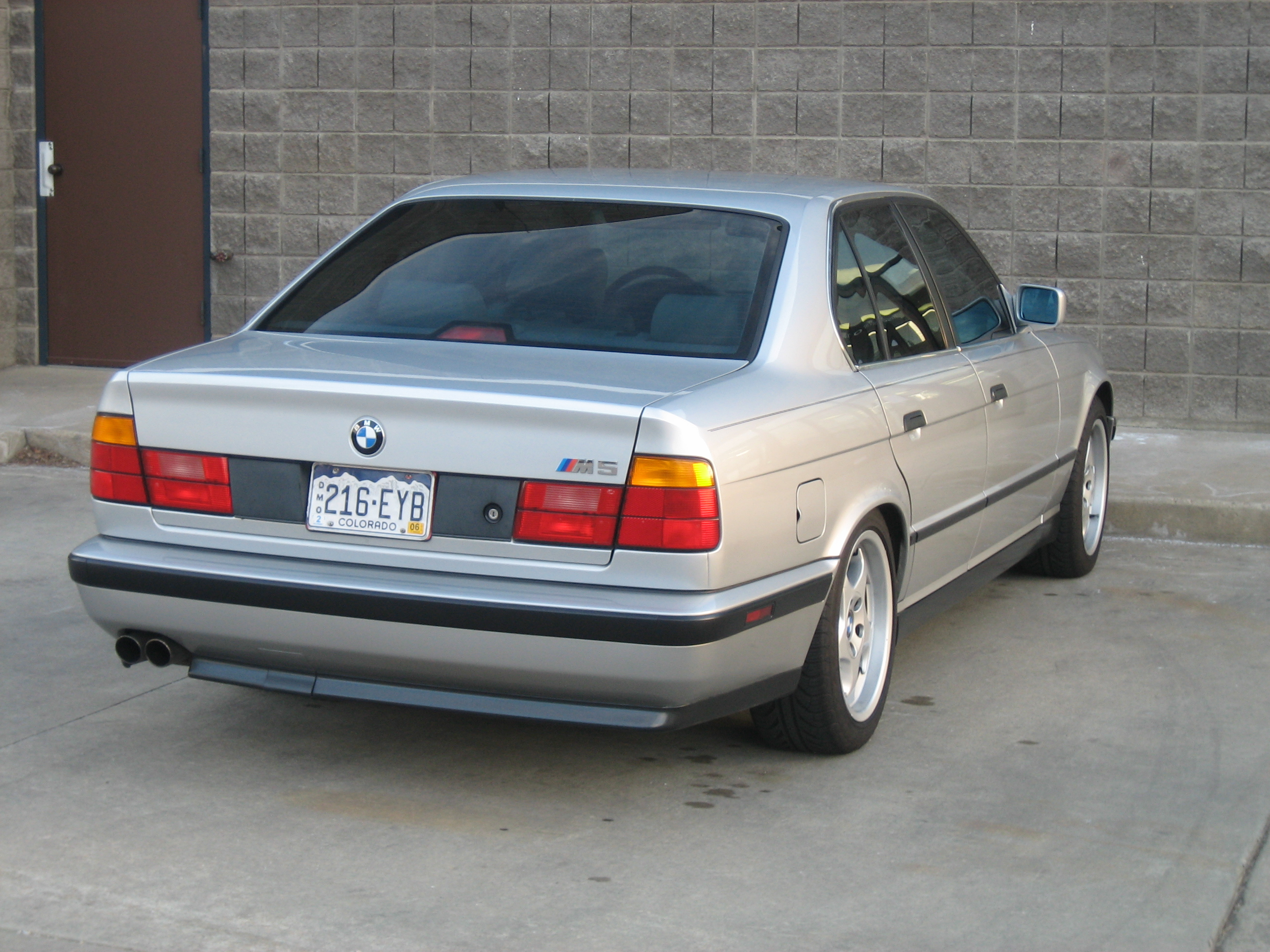
BMW E34 M5 (US)
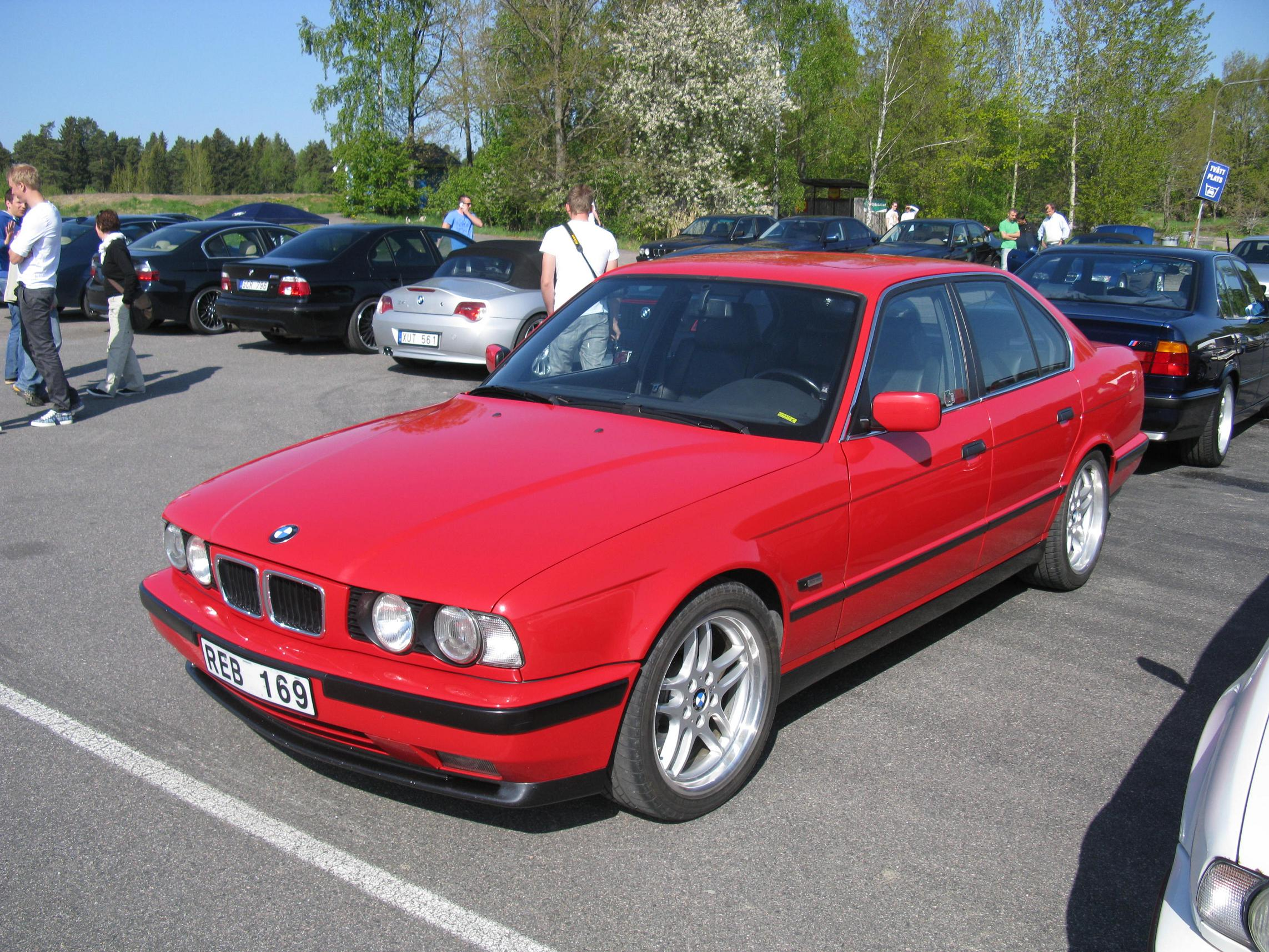
BMW E34 M5 (EU)
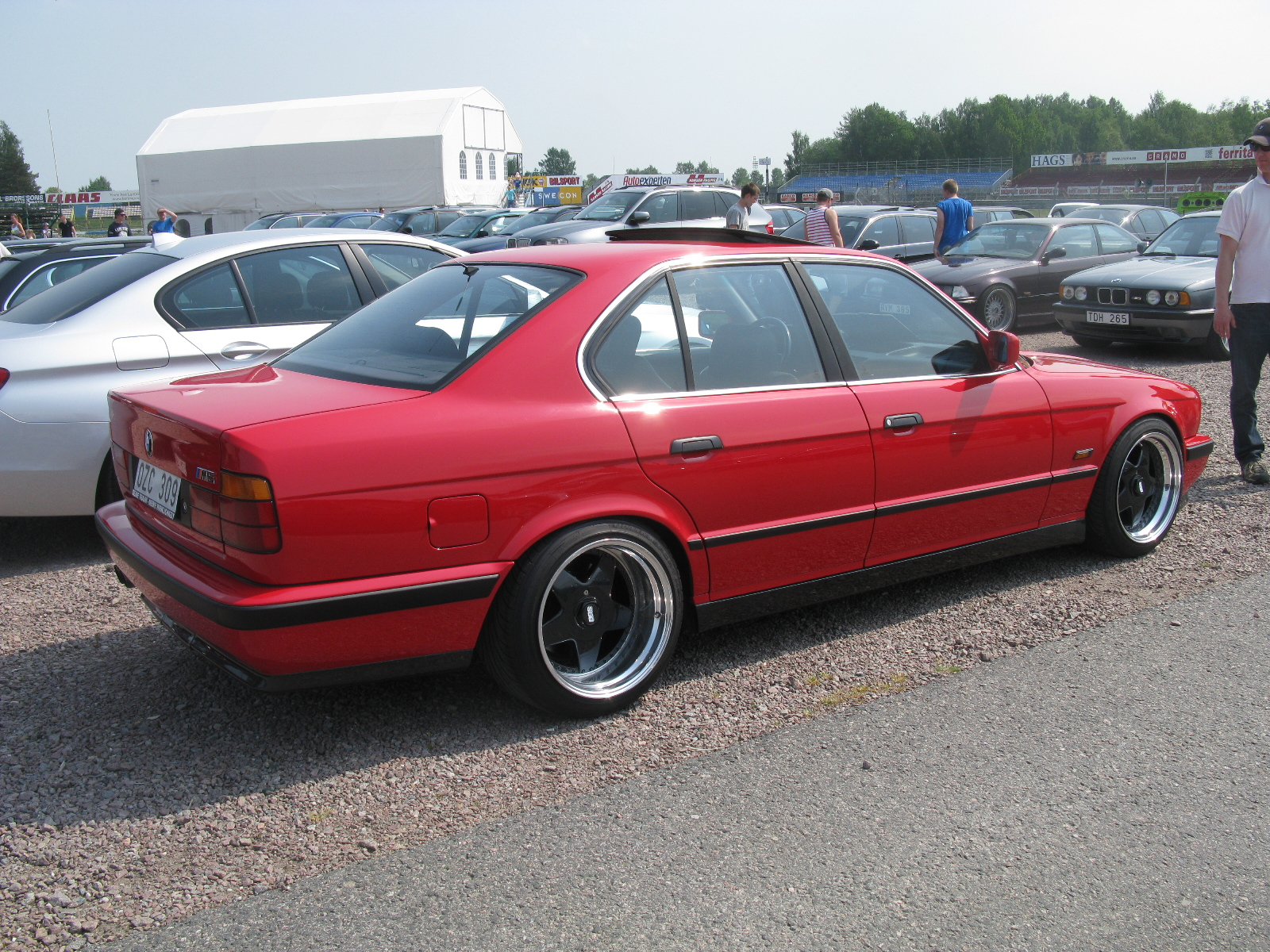
BMW E34 M5 (EU)
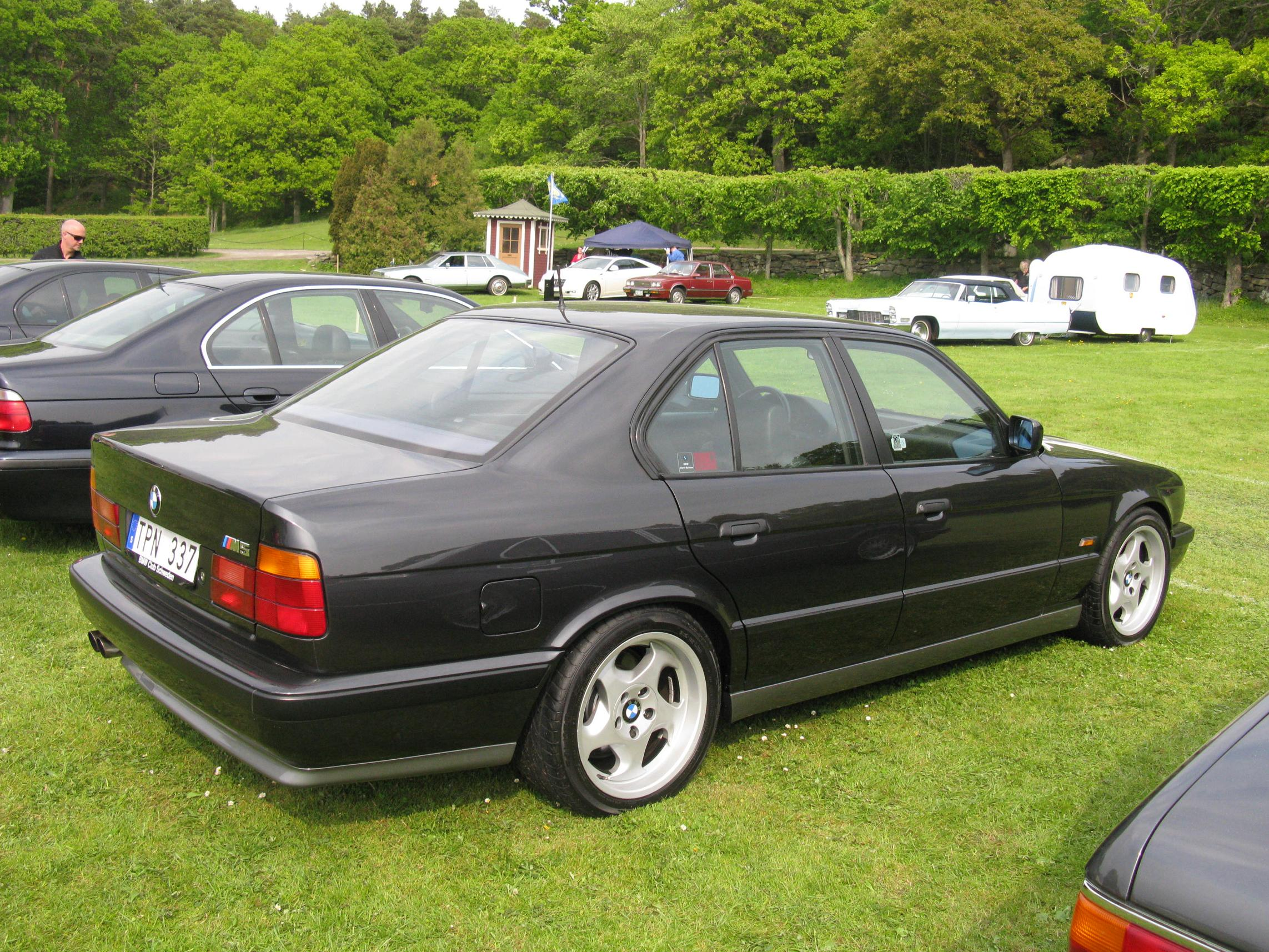
BMW E34 M5 (stříbrné originální lakování spodních hran)

## Motory
| Model            | Roky             | Motor            | Objem            | Výkon            | Kroutící moment      | Akcelerace 0–100 km/h |
| Benzínové motory | Benzínové motory | Benzínové motory | Benzínové motory | Benzínové motory | Benzínové motory     | Benzínové motory      |
| ---------------- | ---------------- | ---------------- | ---------------- | ---------------- | -------------------- | --------------------- |
| i4 motory        |                  |                  |                  |                  |                      |                       |
| 518i             | 1989–1994        | M40B18 SOHC      | 1,796 cc         | 83 kW (111 hp)   | 165 N·m (122 ft·lbf) | 12.8 s                |
| 518i             | 1994–1996        | M43B18 SOHC      | 1,796 cc         | 85 kW (114 hp)   | 168 N·m (124 ft·lbf) | 12.3 s                |
| i6 motory        |                  |                  |                  |                  |                      |                       |
| 520i             | 1987–1990        | M20B20 SOHC      | 1,990 cc         | 95 kW (127 hp)   | 174 N·m (128 ft·lbf) | 11.9 s                |
| 520i             | 1989–1992        | M50B20 DOHC      | 1,990 cc         | 110 kW (148 hp)  | 190 N·m (140 ft·lbf) | 10.6 s                |
| 520i             | 1992–1996        | M50B20TU DOHC    | 1,990 cc         | 110 kW (148 hp)  | 190 N·m (140 ft·lbf) | 10.6 s                |
| 525i             | 1987–1991        | M20B25 SOHC      | 2,494 cc         | 125 kW (168 hp)  | 222 N·m (164 ft·lbf) | 9.5 s                 |
| 525i             | 1991–1992        | M50B25 DOHC      | 2,494 cc         | 141 kW (189 hp)  | 245 N·m (181 ft·lbf) | 8.6 s                 |
| 525i             | 1992–1996        | M50B25TU DOHC    | 2,494 cc         | 141 kW (189 hp)  | 250 N·m (184 ft·lbf) | 8.6 s                 |
| 530i             | 1987–1991        | M30B30 SOHC      | 2,986 cc         | 138 kW (185 hp)  | 260 N·m (192 ft·lbf) | 8.6 s                 |
| M5               | 1988–1992        | S38B36 DOHC      | 3,535 cc         | 232 kW (311 hp)  | 360 N·m (266 ft·lbf) | 6.3 s                 |
| M5               | 1992–1996        | S38B38 DOHC      | 3,795 cc         | 250 kW (335 hp)  | 400 N·m (295 ft·lbf) | 5.9 s                 |
| 535i             | 1987–1992        | M30B35 SOHC      | 3,430 cc         | 155 kW (208 hp)  | 305 N·m (225 ft·lbf) | 7.7 s                 |
| V8 motory        |                  |                  |                  |                  |                      |                       |
| 530i             | 1992–1996        | M60B30 DOHC      | 2,997 cc         | 160 kW (215 hp)  | 290 N·m (214 ft·lbf) | 7.1 s                 |
| 540i             | 1992–1996        | M60B40 DOHC      | 3,982 cc         | 210 kW (282 hp)  | 400 N·m (295 ft·lbf) | 6.3 s                 |
| Dieselové motory |                  |                  |                  |                  |                      |                       |
| 524td            | 1988–1991        | M21D24 i6 SOHC   | 2,443 cc         | 85 kW (114 hp)   | 222 N·m (164 ft·lbf) | 12.9 s                |
| 525td            | 1993–1996        | M51D25 i6 SOHC   | 2,497 cc         | 85 kW (114 hp)   | 222 N·m (164 ft·lbf) | 12.9 s                |
| 525tds           | 1991–1996        | M51D25 i6 SOHC   | 2,497 cc         | 105 kW (141 hp)  | 260 N·m (192 ft·lbf) | 11.0 s                |

## Změny v průběhu produkce

### 1988
- Představen model M5
- Představen model 524td

### 1989
- Představen 4válcový model 518i
- Model 520i nově s motory M50

### 1991
- Model 525i nově s motory M50
- Představen model 525iX s pohonem všech kol
- Představen model 525tds

### 1992
- Modely 520i a 525i nově s motory M50TU (s variabilním časováním ventilů VANOS)
- Ukončení produkce modelů 535i a tím i ukončení 24 let trvající produkce motorů M30
- Představení V8 motorů v modelech 530i a 540i využívajících převodovky z E32 (řada 7) a E31 (řada 8). V8 modely mají širší masku než ostatní modely.
- M5 motor nově s 3.8 L objemem namísto 3.6 L
- Modernizovány zpětné zrcátka a kryty kol
- ABS a řidičův airbag nově v základní výbavě

### 1993
- Představení modelu 525td
- Model 540i nově k dostání s 6stupňovou manuální převodovkou

### 1994
- Model 518i nově s motory M43 (rozvod řetězem) namísto původních M40 (rozvod řemenem)
- Model M5 nově s 6stupňovou manuální převodovkou

### 1995
- Široká maska (dříve pouze u V8 modelů) nyní na všech modelech

## Převodovky

### Manuální převodovky
- 5stupňová Getrag
- 5stupňová ZF
- 6stupňová Getrag 420G

### Automatická převodovka
- 4stupňová ZF 4HP22 (Pro motory M20 a M30)
- 4stupňová GM 4L30-E (A4S 310R) (Pro motory M50 ve Spojených státech)
- 5stupňová ZF 5HP18 (Motory M50 a M51) (Mimo Spojené státy a mimo 530i v letech 1992–1995)
- 5stupňová ZF 5HP30 (Modely 540i)

## Podvozek
Přední náprava se skládá z uložení typu MacPherson a zadní z nezávisle zavěšených ramen. 